# Neomasiphya lenkoi
Neomasiphya lenkoi är en tvåvingeart som beskrevs av Guimaraes 1966. Neomasiphya lenkoi ingår i släktet Neomasiphya och familjen parasitflugor. Inga underarter finns listade i Catalogue of Life.